# Ибн Маджа
Абу́ Абдулла́х Муха́ммад ибн Язи́д аль-Казви́ни (араб. ابو عبد الله محمد بن يزيد القزويني‎) известный как Ибн Ма́джа (араб. ابن ماجه‎; 824, Казвин, совр. Иран — 28 февраля 886, Казвин, совр. Иран) — исламский богослов, хадисовед. Автор одного из шести авторитетных суннитских сборников хадисов Сунан Ибн Маджа.

## Биография
Его полное имя: Абу Абдуллах Мухаммад ибн Язид ибн Маджа аль-Раби аль-Казвини. Родился в Казвине в 824 году. 
Для сбора хадисов Ибн Маджа посетил Ирак, Хиджаз, Шам и Египет. Среди учителей Ибн Маджи были такие известные богословы своего времени как Абу Бакр ибн Абу Шайба, Мухаммад ибн Абдуллах ибн Нумайр, Джубар ибн аль-Мугалис, Ибрахим ибн аль-Мунзир аль-Хизами, Абдуллах ибн Муавия, Хишам ибн Аммар, Мухаммад ибн Румх, Дауд ибн Рашид и другие.
По сообщению аз-Захаби, Ибн Маджа умер примерно 19 февраля 887 года в последние дни месяца Рамадан в Казвине. Его брат Абу Бакр помолился за него и взял на себя его похороны вместе со своим другим братом Абу Абдуллой и его сыном Абдуллой бин Мухаммадом бин Язидом.

## Труды
Аз-Захаби упомянул следующие произведения Ибн Маджа:
- Сунан Ибн Маджа — сборник хадисов, состоит из 1500 глав и около 4000 хадисов[4];
- Китаб ат-Тафсир — толкование Корана;
- Китаб ат-Тарих — книга по истории, или список передатчиков хадисов.